# Just Around the Corner (Cock Robin)
Just Around the Corner è un brano musicale pop-rock inciso nel 1987 dal  gruppo musicale statunitense Cock Robin e pubblicato come singolo estratto dall'album After Here Through Midland. Autori del brano sono Peter Kingsbery e Don Gehman.
Il singolo, uscito su etichetta CBS e distribuito nei formati 7" e 12" Maxi, ottenne un discreto successo in Europa.

## Significato del testo
Il testo dice che appena dietro l'angolo (just around the corner) si può trovare un barlume di speranza anche in momenti difficili.

## Tracce
7"
1. Just Around the Corner – 4:12
2. Open Book – 3:51

12" Maxi
1. Just Around the Corner – 6:03
2. Open Book – 3:51
3. Just Around the Corner (Single Version) – 4:12

## Classifiche
| Classifica  | Posizione massima | Nr. di settimane |
| ----------- | ----------------- | ---------------- |
| Austria     | 28                | 4                |
| Belgio      | 11                | 12               |
| Francia     | 18                | 18               |
| Germania    | 16                | 15               |
| Italia      | 17                |                  |
| Paesi Bassi | 14                | 12               |
| Svezia      | 12                | 4                |
| Svizzera    | 6                 | 12               |